# リチャード・オークス
リチャード・オークス （ラノイエス、1942年5月22日 - 1972年9月20日）は、アメリカインディアンの民族運動家。イギリスのミュージシャンについてはスウェード (バンド)を参照。

## 来歴
1942年5月22日、カナダと合衆国ニューヨーク州にまたがる「セントリージス・インディアン保留地」（アクエサスネ）で、モホーク族インディアン「ラノイエス」として生まれた。家族はカトリックで、海で漁をし、トウモロコシ、豆、スクアッシュを栽培する伝統的な生活をしていた。
リチャードが10代に入った頃、セントローレンス海路の建設に伴う周辺の重工業化による環境汚染のためにセントリージス保留地は荒廃し、伝統的な生活が出来なくなった。16歳になったときにリチャードは保留地を出て、高所鉄工作業員となった。1880年代にセントローレンス川に鉄橋がかけられて以来、危険な高所作業はモホーク族の多くが従事する職業となっていた。
リチャードはあちこちの都市で労働した後、1960年代初頭にサンフランシスコに到着した。1930年代の金門橋建設以来、大勢のモホーク族がこの地にやってきていた。彼らは橋が完成すると故郷に戻っていたが、リチャードはポモ族の保留地に住み着いて結婚し、鳶職をしながらサンフランシスコ州立大学に入学した。

### 運動家となる
リチャードは大学で、アメリカインディアンのための学部創設に尽力し、これに必要な履修課程を開発し、合衆国の大学で初めてのインディアンの学部を創設させた。この時期、合衆国政府はインディアン部族の解消方針を強め、ここまでの約10年間で100を超えるインディアン部族が連邦認定を取り消され、「絶滅」したことにされていた。彼らは条約権利一切を剥奪されたうえ保留地の保留を解消されてその領土を没収され、路頭に迷っていた。多くのインディアンが都市部のスラムに流れ込み、インディアンの互助組織「インディアン・センター」を各地に設立していた。
一方で、合衆国北東部ではインディアン部族の権利回復要求運動が高まりを見せていた。モホーク族は長年キリスト教組織によって弾圧されてきた伝統儀式を復活させ、「モホーク族連合」を結成していた。彼らは移動型の文化交流集団「平和の白い根」（White Roots of Peace）を主催し、全米を回ってインディアンの文化復興を援助していた。
1968年、「ララミー砦条約」100周年に当たるこの年に、ラッセル・ミーンズら数人のインディアン運動家が、サンフランシスコのアルカトラズ島を占拠し、条約の正常履行を訴えた。しかしこの抗議はアメリカ白人社会から全く無視され、示威行動としては不首尾に終わった。リチャードは、若いインディアンたちが始めた権利回復運動「レッド・パワー」のなか、「インディアン・センター」で積極的に権利運動に関わった。リチャードはインディアンの部族は同盟すべきであり、インディアンの部族大学、平和団体を作るべきだと考えていた。彼の理想は部分的に実現している。

### アルカトラズ島占拠事件
1969年の春に、リチャードはサンフランシスコに到着した「平和の白い根」と会い、伝統派の教えを受けて権利運動について大いに喚起される。この年の秋に、サンフランシスコの「インディアン・センター」が火災で焼失し、保留地を持たないベイエリアのインディアン達の集会所が無くなってしまった。インディアンたちの主張は白人社会の中で無視され続け、直接的抗議行動によってマスコミにアピールするよりほかはないと考えたリチャードは、サンテ・スー族のジョン・トルーデルらと、サンフランシスコ湾に浮かぶ放棄された無人の島、「アルカトラズ島」の占拠を計画した。
11月9日、リチャードをはじめとする、総勢76人のインディアンの若者たちはめいめい貸しボートで無人のアルカトラズ島に近づいたが上陸をためらい、ボートはしばらく島の周りを旋回していた。このときリチャードは、典型的なモホーク族の姿をしていたが、上着を脱ぎ捨てて冷たい海に飛び込み、背泳で島に上陸してみせた。こうしてリチャードに勇気づけられ、彼らは続々と島に上陸した。
上陸したリチャードらは「島をインディアン文化の復興拠点とする」と決定した。リチャードは占拠初日に、連邦政府あてにこう書簡を送った。
リチャードらはこの島をインディアンの共同体、「インディアン文化センター」とすると宣言した。男ぶりがよく、カリスマ的で生来の指導者と呼ばれたリチャードは、文化センターとなったアルカトラズ島の酋長となった。占拠メンバーの多くはインディアンの大学生で、リチャードは占拠メンバーとして、UCLAの「インディアン研究センター」から80人のインディアン学生を招いている。
彼らは「アメリカインディアン運動」（AIM）に協力を要請し、AIMもこれを快諾。ジョージ・ミッチェル、クライド・ベルコート、デニス・バンクス、メアリー・ジェーン・ウィルソンらが島を表敬訪問し、その後10数名が占拠に参加した。「アルカトラズ島占拠」は全米に報道され、これに刺激を受けて占拠に加わるインディアンは後を絶たず、すぐに占拠者は数百人に膨れ上がった。
1970年春、占拠から半年後に、リチャードの継娘イボンヌが島で転落事故を起こし、死亡した。失意のリチャードは一時島を離れてサンフランシスコに戻ったが、直後に何者かにビリヤードのキューで殴られ、一か月以上昏睡状態に陥った。リチャードは、ウォレス・マッドベアーらイロコイ族の二人の呪い師の治療によって奇跡的に回復した。故郷のアクエサスネに運ばれたリチャードはアルカトラズに戻りたがったが、妻がホームシックになったため、ポモ族の妻の故郷のカリフォルニアに移った。
島の運営はインディアンの伝統文化に従って個人の自主に任せられ、誰かが統率するような形は採られなかった。参加者は無制限に呼びかけられ、白人のヒッピーも大挙参加し、薬物を持ち込む者もいて、いわば無秩序状態に置かれた。白人には指揮権を持とうとする者もいて、インディアンと意見が対立し、インディアンの参加者を徐々に減らした。1971年5月に合衆国政府が島の水道と電気の供給を止めたため、占拠者の退去が加速した。
1971年6月、主導メンバーが資金調達のために島を離れたすきに、米国政府は連邦保安官を一気に上陸させ、島に残っていた15人の居住者を強制連行し、1年半に及ぶ島の一大占拠は終わった。

### 暗殺
1972年9月20日、リチャードはカリフォルニア州ソノマ郡の林道で、マイケル・モルガンという白人至上主義の男に殺された。31歳だった。この男はYMCAでキャンプ・マネージャーをしていたが、インディアン児童を乱暴に扱うことで知られていた。モルガンが丸腰のリチャードに拳銃を向けたとき、リチャードは立ち向かったと伝えられている。結局このことでリチャードに過失があるとして、裁判所はモルガンを起訴しなかった。陪審員は全員白人だった。インディアンが白人を殺せばたいていの場合死刑となるが、白人がインディアンを殺しても起訴されることはほとんどない。
リチャードが思い描いたインディアンの自決の精神は後継者によって引き継がれた。彼の死んだ1972年は、彼と共闘した「AIM」が春に西海岸からワシントンD.C.まで、一大抗議行進「破られた条約のための行進」を決行した年だった。彼らはそのまま「BIA本部ビル占拠抗議」を行い、インディアンの条約権の確認抗議をホワイトハウスに突き付け、さらに翌年には「ウーンデッド・ニー占拠抗議」で全米を震撼させたのである。合衆国のインディアン絶滅政策は、インディアン部族の自決を認める政策に修正せざるを得なくなっていった。